# Brahima Touré
Brahima Touré (Abidjan, 1989. szeptember 9. –) elefántcsontparti labdarúgó.

## Pályafutása
Touré profi pályafutását a gaboni US Bitam csapatánál kezdte, ahonnan 2018. június 1-én a tunéziai CS Sfaxien csapatához szerződött. Összesen 27 élvonalbeli meccsen kapott lehetőséget, 2 gólt lőtt. 2010-ben a szudáni Al-Hilalhoz igazolt, ahol 8 CAF-bajnokok ligája-meccsen játszhatott, gólt csak a bajnokságban lőtt, pont következő csapatának, az ES Zarzisnak, ahová 2012 augusztusában igazolt. Itt kevesebb lehetőséget kapott, de 2013 februárjában Európába, a svájci élvonalba szerződhetett, az FC Lugano csapatához, de rögtön kölcsönadták az FC Locarnónak. 12 svájci másodosztályú bajnokin 2 gólt lőtt. Fél év után visszatért a Luganóhoz. 2014 telén, a magyar élvonalbeli Kecskeméti TE csapatába került kölcsönbe. Mindössze a Ligakupa nyolcaddöntőjének második meccsén kapott lehetőséget, amikor is a Lombard Pápa ellen sárga lapot kapott. 2014 nyarán visszatért a Luganóba, majd onnan is távozott. 2019-ben aláírt az iraki első osztályú Al-Hudood csapatához. 2019 óta klub nélküli, de a Transfermarkt oldala szerint még nem jelentette be a visszavonulását.

## Sikerei, díjai
CS Sfaxien
- CAF-konföderációs kupa:

Győztes: 2008
Második helyezett: 2010
- North African Cup Winners Cup:

Győztes: 2009
- Tunéziai labdarúgókupa:

Győztes: 2009
Döntős: 2010